# Xylopia lanceolata
Xylopia lanceolata este o specie de plante angiosperme din genul Xylopia, familia Annonaceae, descrisă de Robert Elias Fries. Conform Catalogue of Life specia Xylopia lanceolata nu are subspecii cunoscute.